# Chilenius spinicollis
Chilenius spinicollis là một loài bọ cánh cứng trong họ Bostrichidae. Loài này được Fairmaire & Germain miêu tả khoa học năm 1861.